# Teatro de humor
Teatro de humor fue un ciclo de comedias semanales en la televisión argentina, emitidos por Canal 9, protagonizadas por el genial actor Darío Víttori y un elenco rotativo de primeras figuras entre los años 1981 y 1982, que reunió prestigiosas figuras del teatro y del cine rioplatense.
Fue dirigido por Diana Álvarez y Juan David Elicetche y se presentaron 45 obras teatrales de los escritores: Octavio Sergenti, Luis Tejedor, Pedro Bruno,Susana Freyre, Fabián Saad, Carlos Cabral, Sixto Pondal Ríos, Ivo Pelay, Marcos Bronemberg,Enrique Parada,Joaquín Giménez, Darthés,Pamel, Plauto, Antonio Paso, Emilio Sáez,Juan Carlos Sotelo, Adrián Ortega, Alejandro de Stefani, Luis Llorente, Juan Villalba, R. Hicken,Carlos Llopis, Francisco Collaso, Jorge Bellizzi, Octavio Sargenti Aranal, Abel Santa Cruz, Luis Maté, Raffaele Matarazzo, Saiz, César Tiempo, Maifatti, De Las Llanderas, Joaquín Abati, José de Lucio, Pérez Fernández, Pedro Muñoz Seca, Juan Carlos Muello, S. Martínez Cuenca, Julio Burón, Manuel Meaños, Francisco Ribeiro y Henrique Santana adaptadas por Mario Pocovi, Horacio Pelay y Jorge Bellizi.

## 1.ª temporada

### 1) «El premio de una mujer»
Sinopsis
Florencio y su hermano Matías son dos solterones propietarios de una tienda. En la casa de ambos, vive una joven, hija de un antiguo empleado fallecido que ellos tomaron a su cuidado. Los dos se enamoran de ella y sueñan con hacerla su esposa, pero es ella la que debe decidir
Elenco
- Daniel Guerrero (Anselmo)
- Alfredo Iglesias (Matías)
- José Luis Mazza (Ramírez)
- Ricardo Morán (Rolo)
- María Julia Moreno (Patricia)
- Cristina Murta (Susana)
- Gabriela Peret (Anita)
- Lita Soriano (Teresita)
- Darío Víttori (Florencio)

### 2) «Una noche para papa»
Sinopsis
Federico, que está por casarse, pide a su primo la casa para recibir a una dama. Pero sus tres hijos desfilarán por la casa con sus problemas, hasta que todo toma un rumbo inesperado.
Elenco
- Beatriz Bonnet (Aurelia)
- Perla Caron (Marilina)
- Juan Carlos De Seta (Dafinchio)
- Norberto Díaz (Raúl)
- Ricardo Dupont (Jorge)
- Julio López (Gervasio)
- Cecilia Maresca (Ester)
- Horacio Peña (Braulio)
- Juan Carlos Thorry (Galindo)
- Darío Víttori (Federico)

### 3) «Dios salve a Escocia»
Sinopsis
Un sacerdote es enviado a un pequeño pueblo de Escocia a hacerse cargo de su parroquia. En el lugar, la supremacía la ostenta el pastor protestante y ambos entablarán una guerra para llevar a los habitantes hacia su creencia.
Elenco
- Sergio Corona (Smuts)
- Maurice Jouvet (Pedro)
- Pedro Quartucci (Brown)
- Darío Víttori (Padre Cunningham)

### 4) «Ilusiones del viejo y de la vieja»
Sinopsis
Elisa y Pascual son un matrimonio maduro que ha depositado todas sus ilusiones en hijos. Sarita, Ángel y Carlos, sin embargo, se van de la casa por diversos motivos. Gracias a la presencia del mejor amigo del hijo mayor, los padres encuentran consuelo, por la simpatía y el amor del muchacho
Elenco
- Ricardo Dupont (Solo)
- Miguel Ligero (Pascual)
- Ricardo Pald (Carlos)
- Ricardo Morán (Ángel)
- Osvaldo Retrivi (Policía)
- Perla Santalla (Elisa)
- Catalina Speroni (Carmen)
- Darío Víttori (Miranda)

### 5) «La familia es un estorbo»
Sinopsis
Un abogado que pasa apuros económicos es ayudado momentáneamente por su tía. Dado que su situación se prolonga, la mujer decide poner como cláusula que su sobrino se case. El joven decide inventar una comedia, donde accidentalmente un amigo debe hacerse pasar por su mujer.
Elenco
- Alicia Aller (Elsa)
- Juan Carlos De Seta (José)
- Roberto Moreno (Policía)
- Cristina Murta (Solita)
- Natacha Nohani (Francisca)
- Juan Carlos Puppo (Justo)
- Luis Tasca (Demetrio)
- Carmen Vallejo (Doña Justa)
- Darío Víttori (Trinidad)

### 6) «Rodriguez supernumerario»
Sinopsis
Después de haber sido durante muchos años un supernumerario, un empleado es despedido del ministerio en el que trabaja. Un tiempo después, su íntimo amigo es nombrado ministro y le brindará la oportunidad de investigar injusticias como a que cometieron con él.
Elenco
- Vicky Buchino (Enriqueta)
- Eloísa Cañizares (Señorita Antonini)
- Perla Caron (Corina)
- Emilio Comte (Secretario)
- Sergio Corona (Ordenanza)
- Claudio Corvalán (Zamborain)
- Omar Delli Quadri (Galarza)
- Jorge Larrea (O'Connor)
- Ricardo Lavié (Argüello)
- Elena Sedova (Dolly)
- Humberto Serrano (Funcionario)
- Liliana Simoni (Mary)
- Lita Soriano (Ángela)
- Juan Carlos Thorry (Jefe)
- Darío Víttori (Rodríguez)

### 7) «La virgencita de madera»
Sinopsis
Un joven artista lucha por poder realizar su vocación en contra de sus padres. Se va a vivir con tres amigos que están decorando una capilla. Conoce a una joven , pero la madre de ella se opone a la unión, pues cree que el muchacho es pobre. 
Elenco
- Laura Bove (Etelvina)
- Juan Carlos de Seta (Ramón)
- Ricardo Dupont (Roberto)
- Olga Hidalgo (Mercedes)
- Miguel Ligero (Mariano)
- Aída Luz (Clementina)
- Cristina Murta (Rosalía)
- Joaquín Piñón (Sebastián)
- Alicia Rojas (Filomena)
- Darío Víttori (Jacinto

### 8) «Los vecinos son los peores»
Sinopsis
Un hombre solterón tiene problemas de vecindad con una mujer también soltera. Los sobrinos de ambos se enamoran y tratarán de solucionar la tirantez para ser aceptados.
Elenco
- Hilda Blanco (Susy)
- Eloísa Cañizares (Laura)
- Cristina Caram (Alicia)
- Ricardo Dupont (Cacho)
- Juan Carlos De Seta (Epifanio)
- Dora Ferreiro (Rómula)
- Gabriel Laborde (Jorge)
- Ricardo Pald (Fernando)
- Gabriela Peret (Renata)
- Elsa Piuselli (Reina)
- Rita Terranova (Mercedes)
- Darío Víttori (Rubén)

### 9) «De repente fui papa»
Sinopsis
Ignacio, durante su juventud, vive una extraña aventura en París: una francesa debe ir a los Estados Unidos a cobrar una herencia, pero en el testamento se le exige estar casada y ella ha enviudado. Como Ignacio tiene el mismo nombre del difunto, se hace pasar por el marido a cambio de una gran suma de dinero. Pasan veinte años, la mujer muere y una hija viene ahora a buscar a quien cree su padre.
Elenco
- Eloísa Cañizares (Teresa)
- Maurice Jouvet (Javier)
- Rita Terranova (Mabel)
- Darío Víttori (Ignacio)

### 10) «El preferido»
Sinopsis
Un hombre consigue hacer fortuna y mantener a sus padres, hermanos y cuñadas. De ese modo se convierte en el hijo preferido, peor guarda la frustración de un amor juvenil. La mujer amada aparece viuda, pero entonces la egoísta familia le impedirá casarse.
Elenco
- Alicia Aller (Norma)
- Ricardo Bauleo (Mario)
- Marisa Herrero (Josefa)
- Gilda Imparatto (Flora)
- Cristina Murta (Marcela)
- Juan Carlos Puppo (Roberto)
- Perla Santalla  (Azucena)
- Liliana Simoni (Alejandra)
- Luis Tasca (Miguelito)
- Darío Víttori (Antonio)

### 11) «Jesus , maria y el otro»
Sinopsis
Un hombre que ha educado a sus hijos bajo sólidos principios morales, se encuentra de pronto acorralada por la indigencia. Decide entonces involucrarse en negocios turbios, lo que le acarreará una lección inolvidable.
Elenco
- Eloísa Cañizares (María)
- Francisco Cocuza (Candelario)
- Marcelo Chimento (Chango)
- Raúl Filippi (Florentino)
- Marian Karr (Alicia)
- Ricardo Lavié (Bienvenido)
- Carlos Olivieri (José María)
- Romualdo Quiroga (Marido)
- Osvaldo Retrivi (Vecino)
- Carlos Speroni (Leocadia)
- Catalina Speroni (Leocadia)
- Darío Víttori (Jesús)

### 12) «Lindo de papa»
Sinopsis
Después de enviudar, un hombre dedica su vida al cuidado de su hijo. Al cumplir 21, el muchacho expresa sus deseos de casarse, pero el padre se niega.
Elenco
- Laura Bove (Graciela)
- Perla Caron (Minina)
- Ricardo Dupont (Vicente / Diego)
- Darío Víttori (Grondona)

### 13) «La cigueña dijo si»
Sinopsis
Claudio y Pilar reciben la noticia de que esperan un hijo. Luego, el médico se retracta: los futuros padres serán Antonia y Pilar. Ella es madre de Pilar y él padre de Claudio; viudos los dos y casados en segundas nupcias. ante esta situación, la joven pareja se distancia de sus padres, pero la confusión se torna aún mayor.
Elenco
- Eloísa Cañizares (Antonia)
- Daniel Guerrero (Claudio)
- Gilda Imperato (Felisa)
- Maurice Jouvet (Solís Ayamonte)
- Cristina Murta (Pilar)
- Elsa Piuselli (Ana)
- Darío Víttori (Eduardo)

### 14) «Llegan los parientes de España»
Sinopsis
Don César, un acaudalado jefe de familia, recibe la noticia de que su hermana llegará de España con su esposo e hijos, para instalarse en casa de él. Esto le complica la vida pues entre su cuñado y él existe un viejo resentimiento. 
Elenco
- Pablo Codevilla (Miguelito)
- Laura Bove (Ángeles)
- Carmen Vallejo (Matilde)
- Darío Víttori (César)

### 15) «El sobretodo de cespedes»
Sinopsis
Un hombre que se halla en una muy ajustada situación económica recibe por casualidad un sobretodo que parece ser mágico: cada vez que sale a la calle con él aparecen dinero y objetos valiosos en los bolsillos
Elenco
- Beatriz Bonnet (Julia)
- Eloísa Cañizares (Leonor)
- Francisco Cocuzza (Marzorati)
- Sergio Corona (Hilarión)
- Alfredo Iglesias (Iria)
- Cecilia Maresca (Laura)
- Ricardo Palma (Policía)
- Adriana Parets (Amalia)
- Juan Carlos Puppo (Ramírez)
- Silvia Merlino (Elena)
- Darío Víttori (Céspedes)

### 16) «No me toquen la corona»
Sinopsis
Un estafador y su cómplice se instalan en un hotel de Alta Gracia para cometer una de sus frecuentes fechorías. Pero en el lugar lo confunden con el Príncipe Segundo de Babla, que reside allí de incógnito. A esta confusa situación se suma la llegada de la hermana del estafador.
Elenco
- Emilio Comte (Secretario)
- Héctor Gancé (Periodista)
- Daniel Guerrero (Príncipe)
- Maurice Jouvet (Gastón)
- Gabriel Langlais (Camarero)
- Ricardo Lavié (Manzanares)
- Julio López (Picabea)
- Elena Sedova (Estrella)
- Lita Soriano (Doña Sol)
- Romualdo Quiroga (Luis Delgado)
- Juan Carlos Thorry (Don Segundo)
- Darío Víttori (Franco)

### 17) «Limpitos pero no tanto»
Sinopsis
Armando lleva veinticinco años de casado con Aurelia, pero no soporta su enfermiza pasión por la limpieza. Por eso, trama un plan para quedarse en casa mientras ella y su hijo veranean.
Elenco
- Beatriz Bonnet (Aurelia)
- José Luis Mazza (Facundo)
- Rita Terranova (Estela)
- Darío Víttori (Armando)

### 18) «Estan sobrando maridos»
Sinopsis
Al morir una dama encarga a su familia que entreguen todos sus bienes a sus marido, que la abandonó hace ya tiempo y no ha mandado noticias. Los familiares ponen avisos en los diarios para encontrarlo. Un sobrino intenta quedarse con la fortuna y contrata a un sinvergüenza para que personifique al marido, ya que la familia no lo conoce. Todo se complica cuando aparece el verdadero esposo.
Elenco
- Marcelo Alfaro (Elías)
- Nelly Beltrán (Filomena)
- Cristina Caram (Camila)
- Claudia Cárpena (Adiana)
- Emilio Comte (Federico)
- Sergio Corona (Francisco)
- Raúl Filippi (Roberto)
- Alfredo Iglesias (Petronio)
- Jorge Larrea (Abel)
- Ricardo Lavié (Calixto)
- Gabriela Peret (Paulina)
- Romualdo Quiroga (Gabriel)
- Carmen Vallejo (Rosa)
- Darío Víttori (Liborio)

### 19) «Casese primero y pague despues»
Sinopsis
Mariángeles y Polonia han sido novios por veinte años, pero su amor se truncó y cada uno se casó y ha tenido hijos. Un día, cuando la hija de Mariángeles llega a casa después de haber roto con su novio, de desencandena una serie de situaciones confusas y risueñas, pues el padre del muchacho es nada menos que Polonio.
Elenco
- Ricardo Dupont (Julio)
- Adriana Perets (Clotilde)
- Boris Rubaja (Gerardo)
- Perla Santalla  (Mariángeles)
- Rita Terranova (Zulema)
- Juan Carlos Thorry (Ovidio)
- Darío Víttori (Polonio)

### 20) «Es mas lindo sin frazada»
Sinopsis
Por razones de trabajo, un modesto empleado debe trasladarse a otra provincia. Sin empbargo, no logra conseguir vivienda y se ve obligado a compartir departamento con unos amigos, con cuyos amigos se establece una gran desavenencia
Elenco
- Aymará Bianquet (Mirtha)
- Eloísa Cañizares (Catalina)
- Juan Carlos de Seta (Bombero)
- Ricardo Dupont (Javier)
- Olga Hidalgo (Mercedes)
- Elizabeth Makar (Julita)
- José Luis Mazza (Benjamín)
- Cristina Murta (Beatriz)
- Fernanda Nucci (Eva)
- Gabriela Peret (Antonio)
- Juan Carlos Thorry (Abelardo)
- Darío Víttori (Marcelo)